# Imhof
Imhof ist ein deutscher Familienname.

## Namensträger
- Agnes Imhof (* 1973), deutsche Islamwissenschaftlerin, Religionswissenschaftlerin, Philosophin und Arabistin
- Alex Imhof (* 1964), Schweizer Fußballspieler
- Anne Imhof (* 1978), deutsche Installationskünstlerin und Bildhauerin
- Arnold Imhof (* 1950), Schweizer Maler und Grafiker
- Arthur E. Imhof (* 1939), deutscher Sozialgeschichtler und Hochschullehrer für Neuere Geschichte
- Barbara Imhof (* 1952), deutsche Politikerin (SPD)
- Barbara Imhof (Architektin) (* 1969), österreichische Weltraumarchitektin und Designforscherin
- Beat Imhof (* 1929), Schweizer Psychologe und Autor
- Christian Imhof (* 1988), Schweizer Journalist und Liedermacher, siehe Chris Bluemoon
- Claudio Imhof (* 1990), Schweizer Radrennfahrer
- Daniel Imhof (* 1977), kanadisch-schweizerischer Fußballspieler
- Dominic Imhof (* 1982), kanadischer Fußballspieler
- Eduard Imhof (1895–1986), Schweizer Kartograf
- Ernst Graf-Imhof (1861–1927), Schweizer Kartograf
- Eva Imhof (* 1978), deutsche TV-Journalistin und Moderatorin
- Günter Imhof (1934–2010), deutscher Fußballspieler
- Heinrich Max Imhof (1798?–1869), Schweizer Bildhauer
- Hermann Imhof (* 1953), deutscher Landespolitiker (CSU)
- Karl Imhof (Geologe) (1873–1944), österreichischer Geologe und Tunnelbautechniker
- Karl Imhof (Künstler) (* 1940), deutscher Künstler und Hochschullehrer
- Kurt Imhof (1956–2015), Schweizer Soziologe
- Margarete Imhof (* 1958), deutsche Psychologin und Hochschullehrerin
- Martin Imhof (* 1965), österreichischer Arzt und klinischer Wissenschaftler
- Matthias Imhof (* 1968), deutscher Fußballspieler
- Max Imhof (Landrat) (* 1883), deutscher Landrat
- Max Imhof (1928–2017), Schweizer Klassischer Philologe
- Maximus von Imhof (1758–1817), deutscher Physiker und Naturforscher
- Michael Imhof (Autor) (* 1951), deutscher Chirurg und Autor
- Michael Imhof (Kunsthistoriker) (* 1964), deutscher Kunsthistoriker
- Michael Imhof (Moderator) (* 1973), deutscher Moderator
- Nico Imhof (* 1978), deutscher Journalist und Buchautor
- Othmar Emil Imhof (1855–1936), Schweizer Zoologe
- Patrick Imhof (* 1971), deutsch-Schweizer Schauspieler und Musicaldarsteller
- Paul Imhof (* 1949), deutscher katholischer Theologe, evangelisch-lutherischer Pfarrer und Autor
- Peter Imhof (* 1973), deutscher Moderator
- Ralf Imhof (* 1964), deutscher Rechtswissenschaftler
- Remo Imhof (* 2003), Schweizer Skispringer
- Robert Imhof (1925–1996), deutscher Künstler
- Rudolf Imhof (1940–2014), Schweizer Politiker (CVP)
- Rüdiger Imhof (* 1944), deutscher Anglist
- Sina Imhof (* 1979), deutsche Politikerin (Bündnis 90/Die Grünen)
- Stefan Imhof (1870–1963), deutscher Kommunalpolitiker und Arzt
- Ursula Bleisch-Imhof (* 1942), Schweizer Puppenspielerin und Theaterleiterin
- Walter Imhof (1927–2015), Schweizer Architekt